# Malše

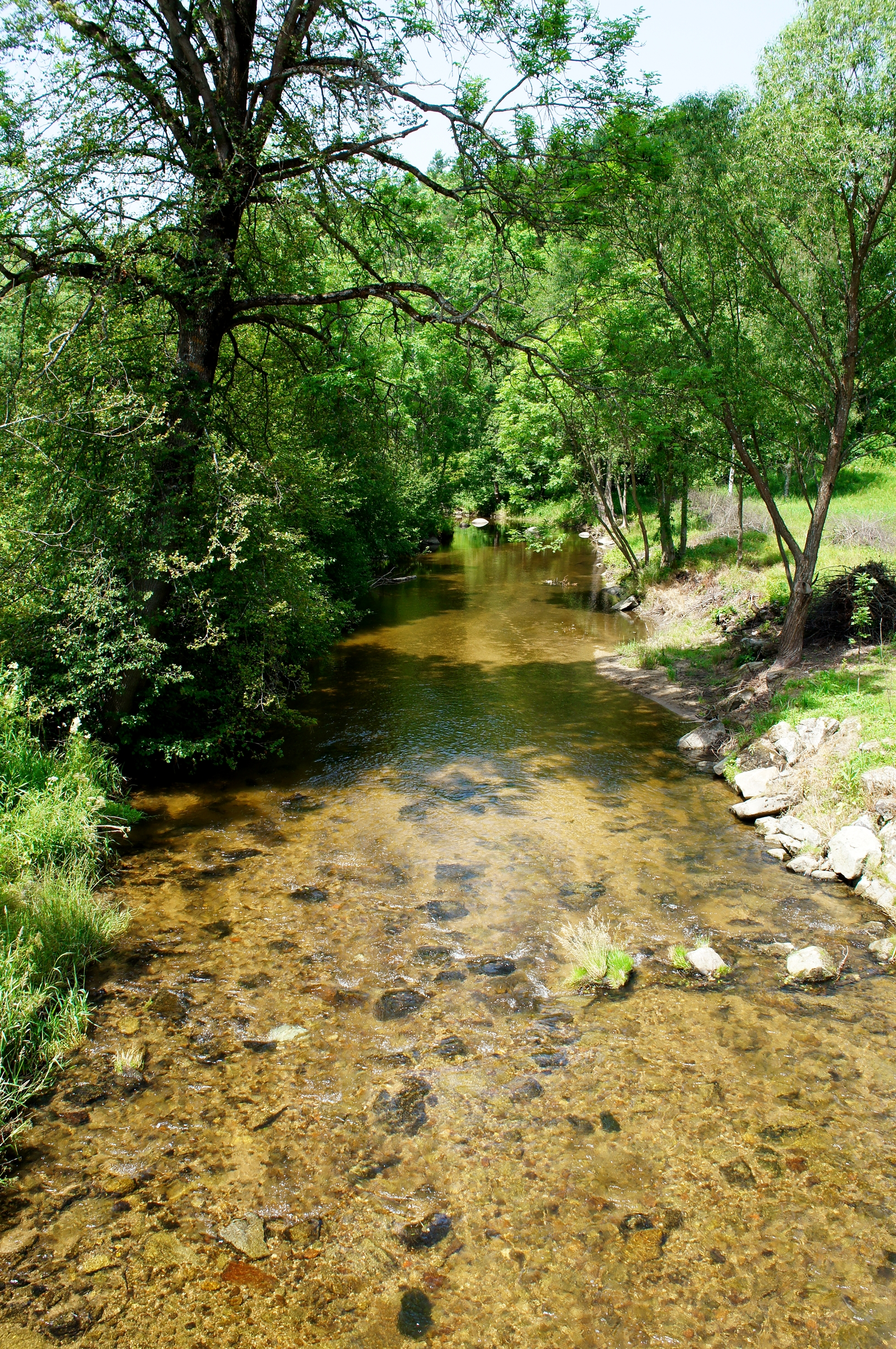
Malše jako hraniční řeka mezi Rakouskem a Českem

Malše (německy Maltsch) je řeka v Jihočeském kraji a v Horním Rakousku, významný pravostranný přítok Vltavy. Celková délka toku je 96 km (z toho 89,3 km v Česku). Plocha povodí měří 979,1 km² (z toho 869,23 km² v Česku).

## Průběh toku
Pramení pod jménem Maltsch v Rakousku na severovýchodním úbočí hory Viehberg u obce Sandl, v úseku asi 22 km tvoří státní hranici a u Dolního Dvořiště definitivně vstupuje na území Česka. Z dalších obcí a měst, kterými protéká, jsou to například: Rychnov nad Malší, Kaplice, Římov a Doudleby. Na českém území řeka protéká Soběnovskou vrchovinou, v níž vytváří hluboce zaříznuté, místy až kaňonovité údolí, Kaplickou brázdou a Českobudějovickou pánví. Malše ústí do Vltavy v centru Českých Budějovic, v nadmořské výšce 385 m.

## Vodní režim
Průměrný roční průtok na hydrologické stanici Roudné je 7,26 m³/s, čemuž odpovídá průměrný roční stav 50 cm. Nejvyšší zaznamenané vodní stavy na této stanici byly 500 cm 14. března 1940, 465 cm 13. srpna 2002, 450 cm 17. července 1941, 446 cm 9. července 1954 a 414 cm 21. července 1959.
Hlásné profily na řece:
| místo   | říční km | plocha povodí | průměrný průtok | stoletá voda |
| ------- | -------- | ------------- | --------------- | ------------ |
| Kaplice | 48,00    | 259,03 km²    | 2,14 m³/s       | 213 m³/s     |
| Pořešín | 40,10    | 436,83 km²    | 4,05 m³/s       | 348 m³/s     |
| Římov   | 19,40    | 493,89 km²    | 4,42 m³/s       | 372 m³/s     |
| Roudné  | 5,40     | 962,69 km²    | 7,26 m³/s       | 494 m³/s     |

### Významnější přítoky
- levé – Felberbach
- pravé – Kabelský potok, Tichá, Kamenice (11,5 km), Černá (26,5 km),
Stropnice (54 km), Zborovský potok (12 km)

## Využití

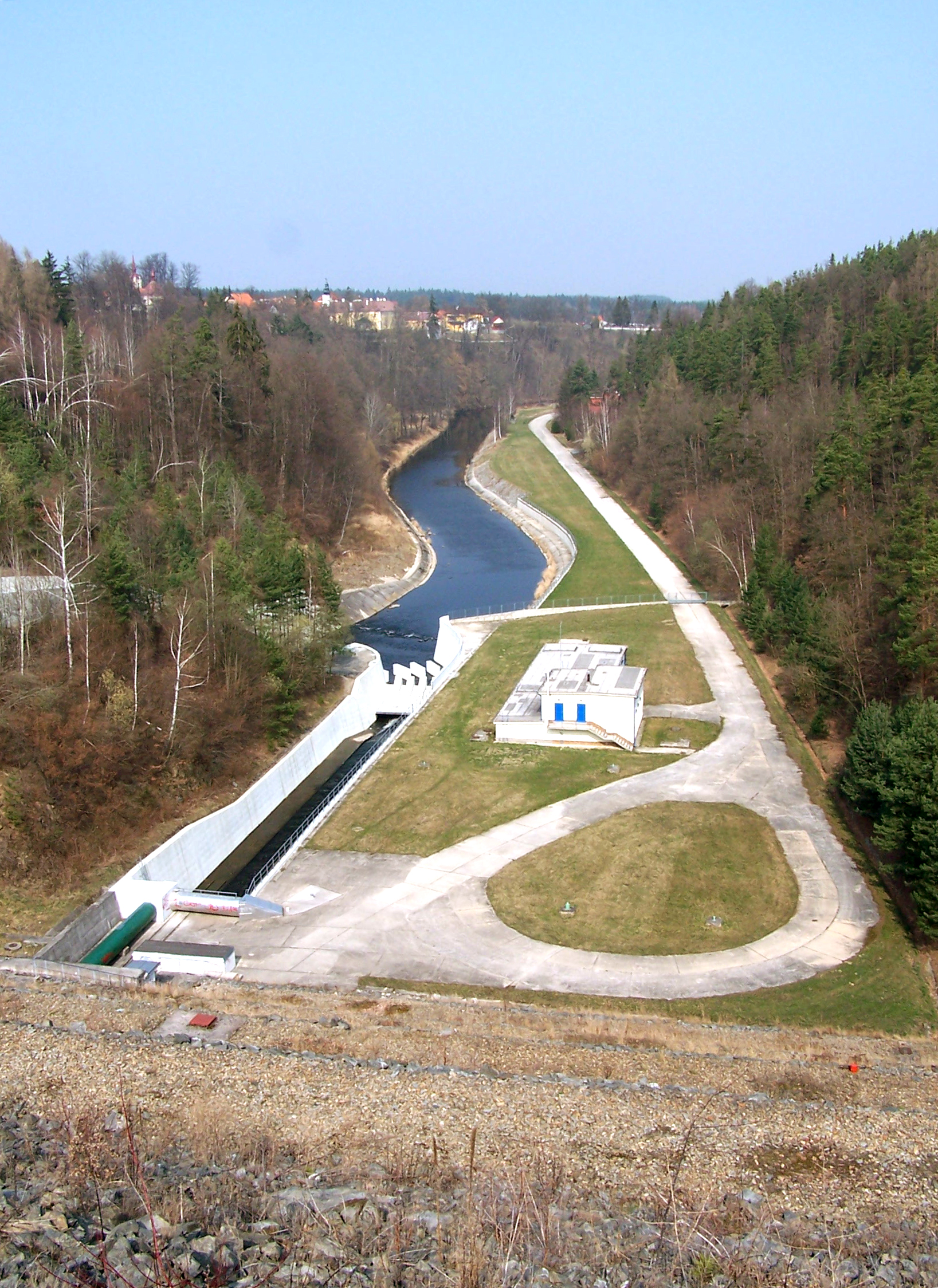
Pohled z hráze vodní nádrže Římov

U Římova byla na Malši vybudována vodní nádrž Římov, sloužící jako zdroj pitné vody pro České Budějovice a široké okolí.
V minulosti byla na této řece provozována voroplavba; poslední vor s nákladem dřeva splul po Malší do Českých Budějovic v létě 1938.

### Rybářství

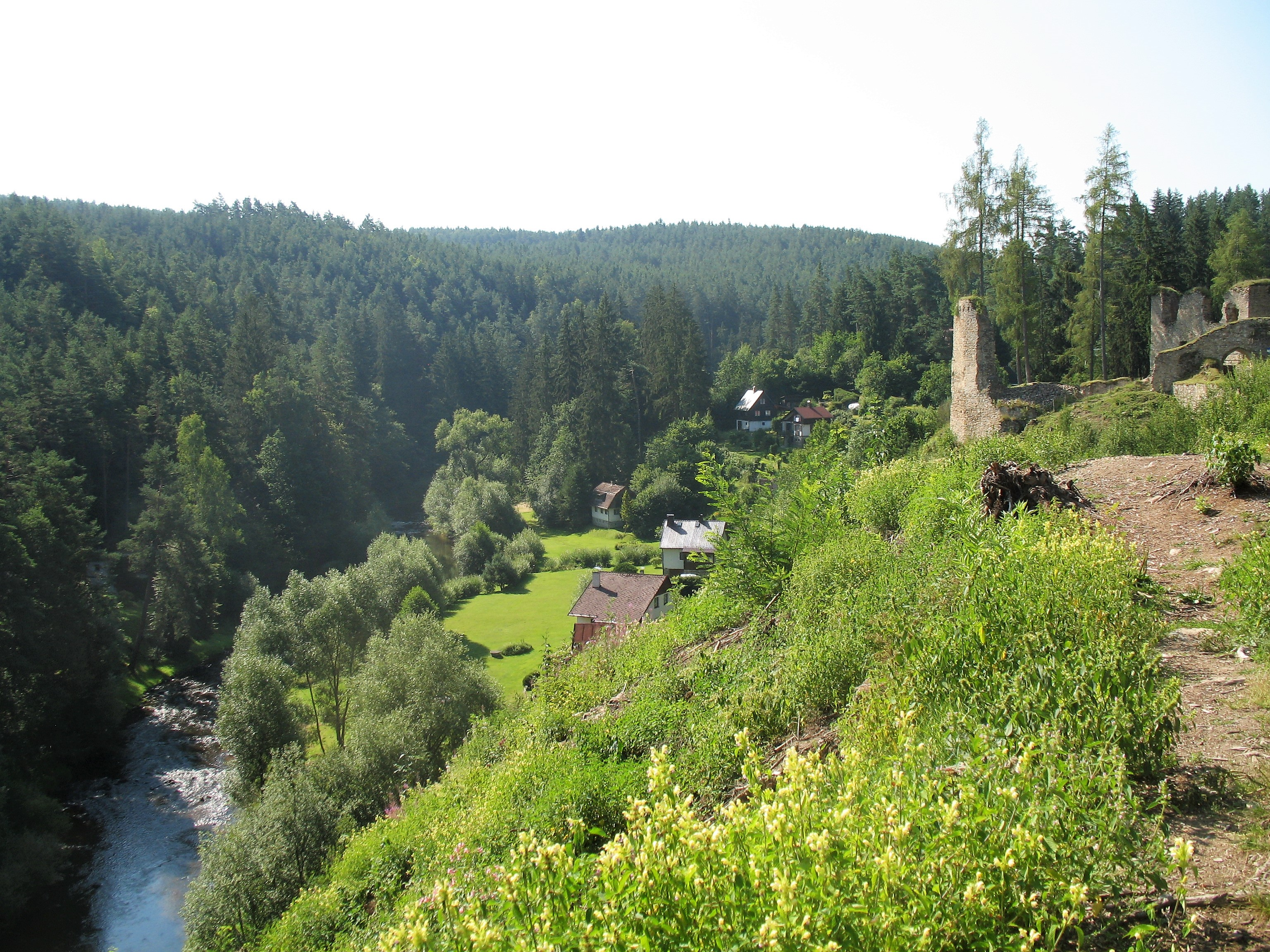
Malše pod hradem Pořešín

Na Malši jsou pstruhové revíry Malše 3P (4 km, od larsenového jezu u bývalého Caisova mlýna v k. ú. Výheň až k Marešovu jezu u bývalého Máchova mlýna v k. ú. Pořešín), Malše 4P (7 km od Marešova jezu u bývalého Máchova mlýna v k. ú. Pořešín až k tělesu jezu Na Trkačích - zde odbočuje náhon na Pstruhařství Kaplice) a Malše 5P (20 km, od jezu Na Trkačích až k jezu MVE Cetviny) a mimopstruhový revír Malše 1 (21 km, od ústí do Vltavy v Českých Budějovicích až k hrázi vodárenské nádrže Římov, k revíru patří Mlýnská stoka v Českých Budějovicích a Mlýnská stoka v Plavu).

### Vodní turistika
Horní tok Malše až k přehradě Římov je sjízdný jen po velkých deštích nebo během tání sněhu na Šumavě. Obvyklá vodácká trasa začíná v Římově pod přehradou a končí v Českých Budějovicích na soutoku s Vltavou. Na začátku září se koná organizované splutí, při kterém je vypouštěno velké množství vody z přehrady Římov do koryta Malše.

### Jezy
- Římov (výška 1,8 m)
- Hamr (výška 1,6 m)
- Doudleby (výška 0,6 m)
- Plav (výška 1,8 m)
- Vidov (výška 1,7 m)
- U Špačků (výška 0,8 m)
- Velký jez České Budějovice (dříve Špitálský jez, výška 2,7 m)
- Malý jez České Budějovice (dříve Pivovarský jez, výška 1,7 m)

## Zajímavosti
Na Lidické třídě v Českých Budějovicích se nachází plastika ležící ženy nazvaná Malše (František Mrázek, laminát, 1965).